# Bonnebosq
Bonnebosq è un comune francese di 740 abitanti situato nel dipartimento del Calvados nella regione della Normandia.

## Società

### Evoluzione demografica
Abitanti censiti